# Perroquet à face jaune
Poicephalus flavifrons
Espèce
Statut de conservation UICN

 LC  : Préoccupation mineure
Statut CITES
Le Perroquet à face jaune (Poicephalus flavifrons) est une espèce d'oiseaux appartenant à la famille des Psittacidae.

## Habitat et répartition
Il fréquente les forêts des plateaux d'Éthiopie, notamment de Ficus et d'Acacia à partir de 300 m.

## Mensurations
Il mesure environ 28 cm pour un poids de 140 à 205 g.